# Short track na Zimowych Igrzyskach Olimpijskich 2006 – bieg na 1500 m kobiet
Bieg na 1500 metrów kobiet był jedną z konkurencji short tracku rozegranych podczas Zimowych Igrzysk Olimpijskich 2006, która została rozegrana w dniu 18 lutego w hali Palavela. W zawodach wystartowało 30 zawodniczek z 19 krajów.

## Format zawodów
Z każdego z biegów eliminacyjnych trzy pierwsze zawodniczki awansowały do półfinałów. Z półfinałów dwie pierwsze zawodniczki awansowały do finału A a dwie kolejne do finału B.

## Wyniki

### Eliminacje
| Bieg | Pozycja | Zawodniczka                | Kraj              | Czas     | Uwagi |
| ---- | ------- | -------------------------- | ----------------- | -------- | ----- |
| 1    | 1.      | Wang Meng                  | Chiny             | 2:41,384 | Q     |
| 1    | 2.      | Byun Chun-sa               | Korea Południowa  | 2:41,411 | Q     |
| 1    | 3.      | Katia Zini                 | Włochy            | 2:41,561 | Q     |
| 1    | 4.      | Rózsa Darázs               | Węgry             | 2:42,256 |       |
| 1    | 5.      | Aika Klein                 | Niemcy            | 2:42,380 |       |
| 2    | 1.      | Allison Baver              | Stany Zjednoczone | 2:27,635 | Q     |
| 2    | 2.      | Amanda Overland            | Kanada            | 2:27,666 | Q     |
| 2    | 3.      | Liesbeth Mau Asam          | Holandia          | 2:28,910 | Q     |
| 2    | 4.      | Ikue Teshigawara           | Japonia           | 2:30,977 |       |
| 2    | 5.      | Julija PawłoWicz-Jelsakowa | Białoruś          | 2:33,564 |       |
| 3    | 1.      | Yang Yang                  | Chiny             | 2:37,754 | Q     |
| 3    | 2.      | Choi Eun-kyung             | Korea Południowa  | 2:37,862 | Q     |
| 3    | 3.      | Yuka Kamino                | Japonia           | 2:37,865 | Q     |
| 3    | 4.      | Myrtille Gollin            | Francja           | 2:38,442 |       |
| 3    | 5.      | Emily Rosemond             | Australia         | 2:40,171 |       |
| 4    | 1.      | Ewgenija Radanowa          | Bułgaria          | 2:27,155 | Q     |
| 4    | 2.      | Hyo-Jung Kim               | Stany Zjednoczone | 2:27,460 | Q     |
| 4    | 3.      | Tatjana Borodulina         | Rosja             | 2:27,757 | Q     |
| 4    | 4.      | Anouk Leblanc-Boucher      | Kanada            | 2:28,001 |       |
| 4    | 5.      | Han Yueshuang              | Hongkong          | 2:36,233 |       |
| 5    | 1.      | Jin Sun-yu                 | Korea Południowa  | 2:29,731 | Q     |
| 5    | 2.      | Marta Capurso              | Włochy            | 2:31,053 | Q     |
| 5    | 3.      | Kateřina Novotná           | Czechy            | 2:31,367 | Q     |
| 5    | 4.      | Katalin Kristó             | Rumunia           | 2:31,705 |       |
| 5    | 5.      | Evita Krievane             | Łotwa             | 2:34,171 |       |
| 6    | 1.      | Stéphanie Bouvier          | Francja           | 2:35,410 | Q     |
| 6    | 2.      | Erika Huszár               | Węgry             | 2:35,920 | Q     |
| 6    | 3.      | Sarah Lindsay              | Wielka Brytania   | 2:38,460 | Q     |
| 6    | 4.      | Yvonne Kunze               | Niemcy            | 2:48,009 |       |
| 6    | 5.      | Cheng Xiaolei              | Chiny             | 2:50,017 |       |

### Półfinały
Półfinał 1
| Pozycja | Zawodniczka        | Kraj              | Czas     | Uwagi |
| ------- | ------------------ | ----------------- | -------- | ----- |
| 1.      | Jin Sun-yu         | Korea Południowa  | 2:31,747 | QA    |
| 2.      | Erika Huszár       | Węgry             | 2:32,504 | QA    |
| 3.      | Hyo-Jung Kim       | Stany Zjednoczone | 2:32,527 | QB    |
| 4.      | Yuka Kamino        | Japonia           | 2:44,057 | QB    |
| 5.      | Tatjana Borodulina | Rosja             | 2:45,897 | ADV   |
| -       | Stéphanie Bouvier  | Francja           | DSQ      |       |

Półfinał 2
| Pozycja | Zawodniczka       | Kraj              | Czas     | Uwagi |
| ------- | ----------------- | ----------------- | -------- | ----- |
| 1.      | Choi Eun-kyung    | Korea Południowa  | 2:22,776 | QA    |
| 2.      | Amanda Overland   | Kanada            | 2:22,946 | QA    |
| 3.      | Yang Yang         | Chiny             | 2:23,048 | QB    |
| 4.      | Katia Zini        | Włochy            | 2:23,141 | QB    |
| 5.      | Allison Baver     | Stany Zjednoczone | 2:23,490 |       |
| 6.      | Liesbeth Mau Asam | Holandia          | 2:26,370 |       |

Półfinał 3
| Pozycja | Zawodniczka       | Kraj             | Czas      | Uwagi |
| ------- | ----------------- | ---------------- | --------- | ----- |
| 1.      | Byun Chun-sa      | Korea Południowa | 32:26,915 | QA    |
| 2.      | Wang Meng         | Chiny            | 2:27,095  | QA    |
| 3.      | Ewgenija Radanowa | Bułgaria         | 2:27,145  | QB    |
| 4.      | Marta Capurso     | Włochy           | 2:27,291  | QB    |
| 5.      | Kateřina Novotná  | Czechy           | 2:27,395  |       |
| 6.      | Sarah Lindsay     | Wielka Brytania  | 2:29,173  |       |

### Finał B
| Pozycja | Zawodniczka       | Kraj              | Czas     | Uwagi |
| ------- | ----------------- | ----------------- | -------- | ----- |
| 6.      | Ewgenija Radanowa | Bułgaria          | 2:29,314 |       |
| 7.      | Yuka Kamino       | Japonia           | 2:29,540 |       |
| 8.      | Hyo-Jung Kim      | Stany Zjednoczone | 2:29,978 |       |
| 9.      | Marta Capurso     | Włochy            | 2:30,054 |       |
| 10.     | Katia Zini        | Włochy            | 2:30,164 |       |
| 11.     | Yang Yang         | Chiny             | 2:32,097 |       |

### Finał A
| Pozycja | Zawodniczka        | Kraj             | Czas     | Uwagi |
| ------- | ------------------ | ---------------- | -------- | ----- |
| 1.      | Jin Sun-yu         | Korea Południowa | 2:23,494 |       |
| 2.      | Choi Eun-kyung     | Korea Południowa | 2:24,069 |       |
| 3.      | Wang Meng          | Chiny            | 2:24,469 |       |
| 4.      | Erika Huszár       | Węgry            | 2:25,405 |       |
| 5.      | Amanda Overland    | Kanada           | 2:26,495 |       |
| -       | Byun Chun-sa       | Korea Południowa | DSQ      |       |
| -       | Tatjana Borodulina | Rosja            | DSQ      |       |